# 마이클 마크

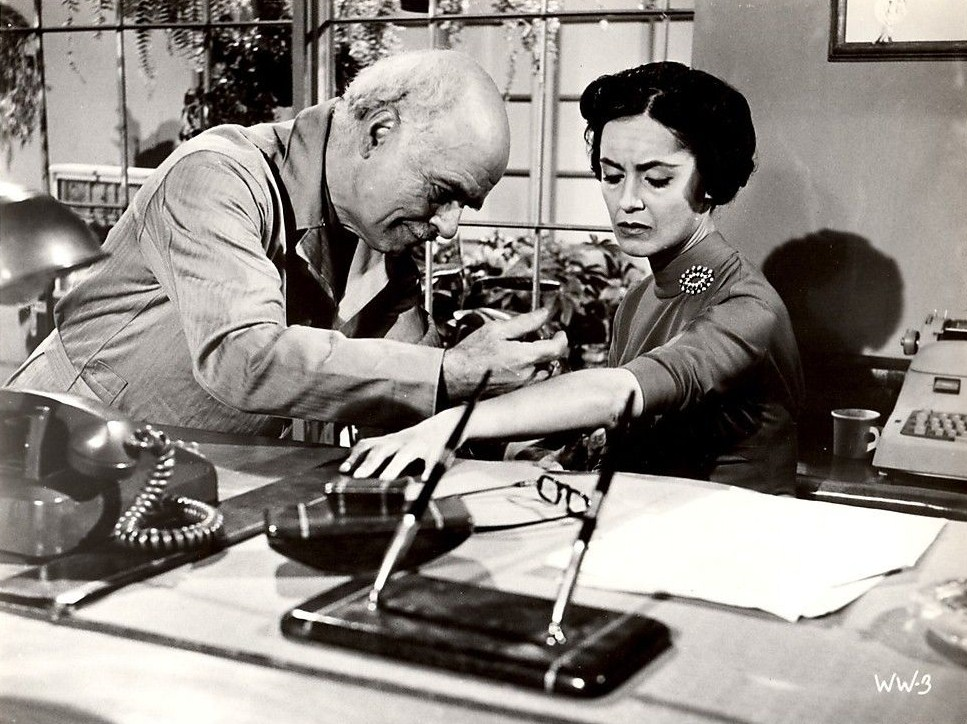

마이클 마크(Michael Mark, 1886년 3월 15일 ~ 1975년 2월 3일)는 미국의 배우이다.
러시아에서 태어났으며 로스앤젤레스에서 사망하였다.

## 영화
- 헬로 돌리 (1969년)
- 가이드 포 더 메리드 맨 (1967년)
- 리턴 오브 더 플라이 (1959년)
- 말벌 여자 (1959년)
- 까라마조프의 형제들 (1958년)
- 락 어라운드 더 클락 (1956년)
- 팬텀 프럼 스페이스 (1953년)
- 노스웨스트 아웃포스트 (1947년)
- 백 투 바탄 (1945년)
- 프랑켄슈타인의 집 (1944년)
- 프랑켄슈타인의 유령 (1942년)
- 카사블랑카 (1942년)
- 모로코 가는 길 (1942년)
- 미이라의 손 (1940년)
- 파리 허니문 (1939년)
- 발라라이카 (1939년)
- 프랑켄슈타인 3 - 프랑켄슈타인의 아들 (1939년)
- 더 킹 앤 더 코러스 걸 (1937년) - 스테이지 도어맨 역
- 파리 인 스프링 (1935년)
- 검은 고양이 (1934년)
- 나이트 플라이트 (1933년)
- 로마 스캔달 (1933년)
- 다이아몬드 릴 (1933년)
- 프랑켄슈타인 (1931년)
- 네 아들 (1928년)